# Lámpara excimer

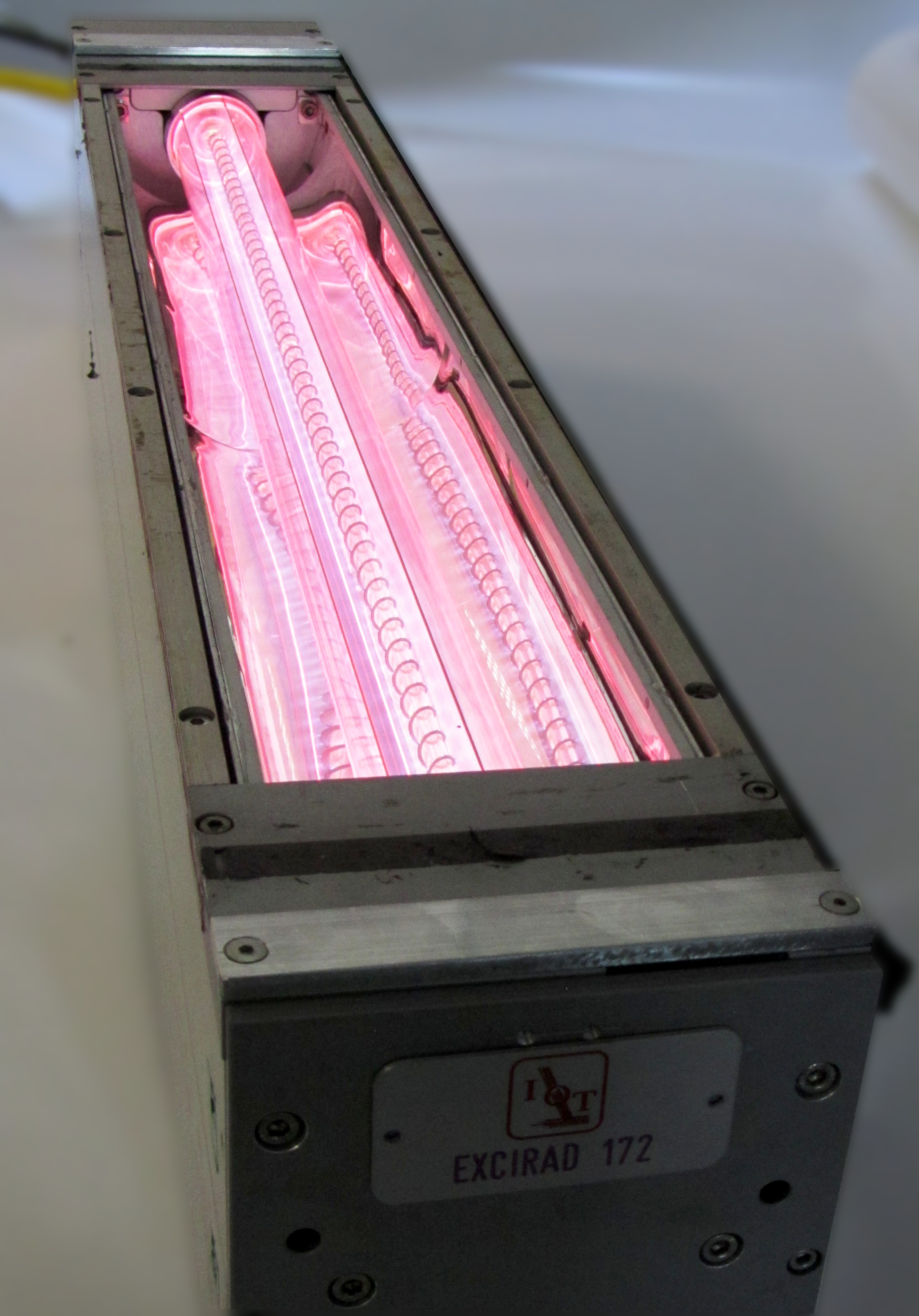
Lámpara excimer de 172 nm usada comercialmente para la industria de la impresión

La lámpara de excímeros o lámpara excimer (calco del inglés) es una fuente de luz ultravioleta producida por la emisión espontánea de moléculas de excímeros.

## Beneficios
Los principales beneficios de las lámparas de excímeros de otras fuentes de radiación UV y VUV son los siguientes:
- Alta potencia específica media de la radiación UV (hasta 1 vatio por centímetro cúbico de medio activo);
- Alta energía de emisión de fotones (de 3,5 a 10 eV);
- Radiación cuasimonocromática con el ancho total espectral a mitad máximo de 2 a 15 nm;
- Densidad espectral de alta potencia de la radiación UV;
- Elección de la longitud de onda de la radiación ultravioleta máxima para fines específicos;
- Disponibilidad de radiación UV de múltiples longitudes de onda por la excitación simultánea de varios tipos de moléculas activadoras de excímeros;
- Ausencia de radiación visible e IR;
- Obtención instantánea del modo de funcionamiento;
- Bajo calentamiento de la superficie radiante;
- Ausencia de mercurio.

## Aplicaciones
Las fuentes de radiación que emiten fotones UV son ampliamente utilizadas en técnicas que implican procesos fotoquímicos, por ejemplo secado de tintas adhesivas o de impresión, fotolitografía, crecimiento inducido por UV de dieléctricos, modificación superficial inducida por UV y limpieza o deposición de material. Las fuentes incoherentes de radiación UV tienen varias ventajas sobre las fuentes láser debido a su menor coste, gran área de irradiación y simplicidad de operación especialmente cuando se prevén procesos industriales a gran escala.
Las lámparas excimer también se denominan lámparas de radiación fría debido al bajo calentamiento de la superficie de radiación de la lámpara en funcionamiento en contraste con las lámparas tradicionales como el mercurio. Además, las lámparas excimer alcanzan las condiciones de funcionamiento prácticamente inmediatamente después de que la fuente de alimentación se enciende.
Ejemplos de aplicaciones de lámparas de excimer incluyen la desinfección de agua potable, agua de piscinas, aire, residuos industriales, síntesis fotoquímica y degradación de compuestos orgánicos en gases de combustión y en agua, fotopolimerización de recubrimientos y pinturas orgánicos y deposición de vapor químico fotovoltaico. En todos los casos los fotones UV excitan o dividen enlaces químicos, formando radicales u otras especies químicas, que inician la reacción deseada.
En la actualidad, las lámparas excimer se usan en la ecología, la fotoquímica, la fotobiología, la medicina, la criminalística, la petroquímica, la física, la microelectrónica, las tareas de ingeniería de gran alcance, diversos campos de la industria incluyendo la industria alimentaria y muchas otras áreas.

## Contaminación ambiental
Las lámparas de mercurio son la fuente más común de radiación UV debido a su alta eficiencia. Sin embargo, el uso de mercurio en estas lámparas plantea problemas ambientales en su eliminación. Por el contrario, las lámparas excímer basadas en gases raros no son peligrosas para el medio ambiente y las lámparas excimer que contienen halógeno son más benignas para el medio ambiente que las lámparas que contienen mercurio.